# Cerberus Capital Management
Cerberus Capital Management ist ein Investmentfonds-Managementunternehmen mit Firmensitz in New York City, das 1992 von Stephen Feinberg gegründet wurde. Es beteiligt sich an Unternehmen und veräußert sie nach einer Umstrukturierung weiter. Feinberg wurde 1999 von Fortune als einer der 40 reichsten Amerikaner unter 40 Jahren aufgelistet. Seit 2006 ist der frühere US-Finanzminister John W. Snow CEO des Finanzfonds. Zum Vorstand gehört außerdem der ehemalige US-Vizepräsident Dan Quayle.
Bei der Namensgebung ließ sich Feinberg vom Fabeltier Cerberus in der griechischen Mythologie inspirieren, das den Ein- und Ausgang des Hades bewacht. Er soll die Idee gemocht haben, dass ein Kopf des Tieres immer wach war, so wie sein Unternehmen stets die Investitionen der Kunden bewachen solle.

## Geschäfte
Bisher investierte Cerberus 25 Milliarden US-Dollar in mehr als 300 Unternehmen weltweit.

### In den Vereinigten Staaten
Im Dezember 2004 übernahm Cerberus für 82,5 Millionen Dollar von Bayer einige Firmenteile und gründete damit die neue Pharmafirma Talecris. Die Firma hat heute einen Umsatz von 1,5 Milliarden $.
Cerberus übernahm im Rahmen eines von ihm geführten Konsortiums unter anderem von dem US-amerikanischen Automobilkonzern General Motors die Mehrheit am Tochterunternehmen GMAC (ehemals General Motors Acceptance Corporation).
Am 3. August 2007 kaufte Cerberus für 5,5 Milliarden Euro von DaimlerChrysler 80,1 % der Chrysler Group, wodurch die Chrysler LLC entstand. Das bisherige Mutterunternehmen DaimlerChrysler, das fortan als Daimler AG firmiert, behielt eine 19,9-prozentige Minderheitsbeteiligung an Chrysler. Diese 19,9 % wurden Ende April 2009 auch von Cerberus gekauft, kurz vor dem Insolvenzantrag von Chrysler. Im Mai 2009 stieg Cerberus komplett bei Chrysler aus, und Chrysler wurde zu einem großen Teil von Fiat übernommen.
Unter der Bezeichnung „Freedom Group“ hat Cerberus ein Konglomerat von Waffenherstellern zusammengekauft, unter anderem die Firma Bushmaster Firearms International.
Im März 2014 wurde bekannt, dass Cerberus im Lauf des Jahres das Einzelhandelsunternehmen Safeway übernehmen und mit der bereits ihm gehörenden Handelskette Albertsons vereinigen will.
2010 erwarb Cerberus DynCorp.

### In Deutschland
Im Jahre 2004 erwarb das Unternehmen von der Deutschen Bank die in Wilhelmshaven ansässige Wohnungsbaugesellschaft JADE Immobilien Management GmbH. Die Gesellschaft hatte einen Bestand von 7.500 Mietobjekten. Im gleichen Jahr gelang der Ströer Out-of-Home Media AG für gut 400 Millionen Euro mit Hilfe von Cerberus die Übernahme der bereits 1922 gegründeten Deutsche Städte-Medien GmbH (DSM).
Des Weiteren übernahm Cerberus zusammen mit dem Whitehall-Fonds von Goldman Sachs im Jahre 2004 das zurzeit größte private Immobilienunternehmen Berlins, die Gemeinnützige Siedlungs- und Wohnungsbaugesellschaft Berlin mbH (GSW).
Anfang 2005 erwarb Cerberus den insolventen Automobilzulieferer Peguform mit damals ca. 7.800 Mitarbeitern.
Am 10. November 2005 übernahm das Unternehmen von der Gewerkschaftsholding BGAG (Beteiligungsgesellschaft der Gewerkschaften) die BauBeCon-Gruppe in Hannover (vormals „Neue Heimat Niedersachsen“) mit ihren rund 20.000 Wohnungen sowie weitere, von Tochtergesellschaften der Gewerkschaftsholding BGAG gehaltene rund 2.850 Wohneinheiten. Über den Kaufpreis wurde Stillschweigen vereinbart, er wird auf rund eine Milliarde Euro geschätzt.
Im Frühjahr 2006 verließ eine Gruppe um Ralph Winter, der das deutsche Immobiliengeschäft von Cerberus aufgebaut und geleitet hatte, das Unternehmen und gründete einen eigenen Immobilienfonds namens Corestate. Im April 2006 erwarb Cerberus von einer Privatperson ein Portfolio von rund 3.000 Wohnungen im Ruhrgebiet an den Hauptstandorten Bochum, Essen, Dortmund und Gelsenkirchen.
Am 18. Dezember 2006 kaufte Cerberus ein größeres Immobilienpaket (37 Objekte) der GGI Gesellschaft für Gewerbeimmobilien, einer Unternehmensbeteiligung der BGAG – darunter zehn Gewerkschaftshäuser in den neuen Bundesländern (u. a. in Berlin, Dresden, Leipzig, Zwickau, Bautzen, Magdeburg, Rostock, Jena und Suhl) und das verdi-Gewerkschaftshaus in Hannover. Über den Kaufpreis wurde Stillschweigen vereinbart.
Am 20. Juni 2007 übernahm Cerberus Torex Retail. Der Übernahmepreis betrug 204,4 Millionen £. Torex Retail ist Europas größter Anbieter von Softwarelösungen für den Einzelhandel in Europa.
Für mindestens 985 Millionen Euro übernahm Cerberus von der insolventen britischen Gesellschaft Speymill Deutsche Immobilien Company das SDIC Immobilien Portfolio von 22.000 Wohnungen in Deutschland; zuvor hatte Cerberus bereits eine große Zahl von Metro-Märkten erworben.
Im Dezember 2016 übernahm Cerberus über ein Tochterunternehmen das gesamte Europageschäft von Staples, wobei Staples 15 % am Geschäft behält und Cerberus die Marke Staples in Lizenz bis zum Verkauf der gesamten europäischen Sparte im Juni 2021 an Lyreco vertrieb.
Im Juli 2017 erwarb Cerberus einen Anteil von mindestens 5,01 % an der Commerzbank. Nachdem der Vorsitz der Commerzbank es nicht geschafft hatte, die Bank wieder zu stabilisieren, forderte der Fonds 2020 in Zukunft zwei Sitze im Kontrollgremium.
Im gleichen Monat übernahm Cerberus über die österreichische BAWAG P.S.K. die als baden-württembergische Regionalbank tätige Südwestbank. Diese Akquisition soll als Grundlage für die weitere Expansion nach Deutschland dienen.
Ende Februar 2018 wurde bekannt, dass Cerberus zusammen mit weiteren Unternehmen die HSH Nordbank aufkauft.
Geschäftsführer der deutschen Cerberus-Niederlassung Cerberus Deutschland Beteiligungsberatung GmbH (Frankfurt am Main.) ist David R. Knower (Chief Operating Officer/Managing Director), Vorsitzender der Republicans Overseas.

### In Österreich
Am 14. Dezember 2006 kaufte Cerberus für rund 3,2 Milliarden Euro vom österreichischen Gewerkschaftsbund ÖGB die nach dem Aufdecken des Refco-Skandals in Turbulenzen geratene Bank BAWAG P.S.K. Neben Cerberus beteiligten sich auch Generali, Wüstenrot-Gruppe (Österreich), die Österreichische Post AG und eine Investorengruppe um den Industriellen Hannes Androsch am Kauf. Ziel ist es, die BAWAG als Europazentrale von Cerberus zu installieren.
In den Aufsichtsrat der BAWAG P.S.K. werden nach der Finalisierung der Übernahme durch das Konsortium rund um den US-Fonds Cerberus neue Köpfe einziehen: Der Cerberus-Chef und ehemalige US-Finanzminister John Snow, der österreichische Industrielle Hannes Androsch, Wolfgang Radlegger von der Wüstenrot-Gruppe (Österreich), ein Vertreter der Generali sowie ein Vertreter der Österreichischen Post AG werden den Aufsichtsrat verstärken, kündigte der damalige BAWAG P.S.K.-Chef Ewald Nowotny an.
Die BAWAG P.S.K. übernahm im Juli 2021 den österreichischen Marktführer im Onlinebrokerage, die Hello Bank!. Diese wird künftig unter deren Marke easybank fortgeführt, deren Fokus durch den Zukauf ergänzt wird. Bisher gehörte das Unternehmen zur französischen Finanzgruppe BNP Paribas.